# Szalagos fóka
A szalagos fóka (Histriophoca fasciata) az emlősök (Mammalia) osztályának ragadozók (Carnivora) rendjébe, ezen belül a fókafélék (Phocidae) családjába tartozó faj.
A Histriophoca nem egyetlen képviselője.

## Előfordulása
A Csendes-óceán északi területeinél, Alaszkában, Oroszországban, Ohotszki-tenger és a Bering-tenger területén honos.

## Megjelenése
A szalagos fóka súlya 70 kilogramm, hossza pedig elérheti 1,6 métert. Bundája fekete színű, fehér csíkokkal. Az újszülött kölykök fehér színezetűek.

## Életmódja
Átlagosan 20 évig élnek a szabadban. Ragadozó állat. Fő táplálékai tintahalak, kagylók és rákok.

## Külső hivatkozások
- A faj szerepel a Természetvédelmi Világszövetség Vörös Listáján. IUCN. (Hozzáférés: 2009. szeptember 20.)
- Képek a fajról